# Bulletin de correspondance hellénique
Pour les articles homonymes, voir BCH.
Le Bulletin de correspondance hellénique est une revue scientifique de philologie, d'histoire et d'archéologie publiée depuis 1877 par l'école française d'Athènes. Son titre est habituellement abrégé BCH.
Le Bulletin de correspondance hellénique est le successeur du Bulletin de l'école française d'Athènes, publié de 1866 à 1871. Il fut originellement créé par Albert Dumont pour publier les communications présentées à l'Institut de correspondance hellénique d'Athènes.
La publication est semestrielle. La revue traite de sujet allant du Néolithique à la période byzantine et est destinée en priorité à la publication des travaux des membres et anciens membres de l'école française d'Athènes. Le second numéro de chaque année publie une chronique des fouilles archéologiques en Grèce et à Chypre ainsi qu'un rapport sur les activités de l'école française d'Athènes.
Outre la publication annuelle du BCH, il paraît régulièrement des Suppléments au BCH qui constitue des volumes thématiques pouvant constituer en la publication de colloques ou de thèses.